# Травкин, Борис Тихонович
Бори́с Ти́хонович Тра́вкин (17 октября 1924 — 24 сентября 1990) — советский кинооператор, сценарист. Заслуженный деятель искусств РСФСР (1976). Член Союза кинематографистов СССР (Москва).

## Биография
В 1953 году окончил ВГИК, тогда же приступил к работе на киностудии «Мосфильм».
Помимо традиционных постановочных комбинированных съёмок осуществлял также лабораторные собственного изобретения с применением различных химических веществ и смесей, названные им ФОКАЖ — форма, образованная контактом активных жидкостей. Главным результатом его кропотливой работы в этой области стал экспериментальный научно-фантастический фильм «Космос, Земля, Космос» (1970), в котором он выступил и как режиссёр. В том же году на VII конгрессе Международного союза технических кинематографических ассоциаций (УНИАТЕК) в Париже картину отметили почётным призом.

Его много раз приглашали в Голливуд как специалиста по комбинированным съёмкам. Но он не мог туда поехать, потому что был беспартийный, в то время беспартийных за границу не выпускали. Ему приносили письма, к примеру, с приглашением посетить Лос-Анджелес, все расходы брала принимающая сторона. Его не пускают, а с опозданием на несколько дней вручают распечатанный конверт…
— Владимир Полин, кинорежиссёр, 2011
Публиковался в периодической печати.
Умер 24 сентября 1990 года. Прах захоронен в колумбарии на Николо-Архангельском кладбище.

## ФОКАЖ
Необычной формы клубящиеся облака для картины «Зачарованная Десна» были получены Травкиным в аквариуме путём вливания в воду белой гуаши. В своих опытах он использовал самые простые жидкости: сахарные сиропы, чернила, жидкое мыло, клей, а также спирты, нитролаки, ацетон.

…И вот на экране появляется невиданное гигантское движение разноцветных масс, взаимопроникающих друг в друга, распадающихся и вновь сливающихся в хаотичном и вечном ритме своей жизни. А среди этого великолепия движущихся красок и линий — неподвижный зрачок. Так изображается в фильме «Молчание доктора Ивенса» фантастический глаз. Эта невероятная стихия движения была создана в маленькой кюветке при помощи глицерина и разведённых масляных красок.
— Мария Богданова «Чудеса без чудес», журнал «Смена», 1981 № 20
.
О том, как ему удалось добиться ядерного взрыва в картине «Выбор цели» рассказывает сам оператор:

Образование огненного шара получилось… при съёмке капли подкрашенного в оранжевый цвет одеколона в тонком слое водного раствора анилиновой краски. Капля, быстро растворившись в воде, образовала «огненный шар». По сходному принципу были сняты и остальные фазы «ядерного взрыва»…
— Самир Джабер «Секреты кинофантастики», журнал «Техника — молодёжи» 1984 № 5

## Фильмография
- 1956 — Илья Муромец, оператор комбинированных съёмок совм. с А. Ренковым
- 1957 — Звёздный мальчик, оператор комбинированных съёмок
- 1959 — Белые ночи, оператор комбинированных съёмок
- 1959 — Накануне, оператор комбинированных съёмок
- 1960 — Повесть пламенных лет, оператор комбинированных съёмок
- 1961 — Нахалёнок, оператор комбинированных съёмок
- 1962 — Путь к причалу, оператор комбинированных съёмок
- 1964 — Зачарованная Десна, оператор комбинированных съёмок
- 1964 — Я — Куба, оператор комбинированных съёмок
- 1965 — Ленин в Польше, оператор комбинированных съёмок
- 1965 — Первый учитель, оператор комбинированных съёмок
- 1967 — «Бежин луг» Сергея Эйзенштейна, короткометражный; оператор совм. с В. Хованской[11]
- 1967 — Вий, оператор комбинированных съёмок
- 1969 — Сюжет для небольшого рассказа, оператор комбинированных съёмок
- 1970 — Красная площадь. Два рассказа о рабоче-крестьянской армии, оператор
- 1970 — Космос, Земля, Космос, режиссёр и оператор
- 1972 — Комитет 19-ти, оператор
- 1972 — Солярис, оператор комбинированных съёмок
- 1972 — Эоломея, оператор комбинированных съёмок
- 1973 — Молчание доктора Ивенса, оператор
- 1974 — Выбор цели, 2-й оператор, оператор комбинированных съёмок
- 1975 — Афоня, оператор комбинированных съёмок
- 1975 — Ирония судьбы, или С лёгким паром!, оператор комбинированных съёмок
- 1976 — Табор уходит в небо, оператор
- 1978 — Сибириада, оператор
- 1980 — Звёздный инспектор, оператор комбинированных съёмок, сценарист
- 1981 — Ленин в Париже, оператор
- 1983 — Лунная радуга, оператор комбинированных съёмок